# Божена Сланчікова-Тімрава
Божена Сланчікова (словац. Božena Slančíková) (нар. 2 жовтня 1867, Полічно - пом. 27 листопада 1951, Лученець), більш відома під псевдонімом Тімрава (словац. Timrava), — словацька письменниця, прозаїк, новелістка та драматург. Також вона писала під ім’ям «Тітка Полічна». Псевдонім «Тімрава» взяла від назви популярного невеликого озера з фонтаном, де вона любила сидіти, пишучи твори.

## Біографія
Народилася в родині Павла Сланчіка, лютеранського пастора та одного із співзасновників Matica Slovenská . У неї було десять братів і сестер, з яких шість дожили до зрілого віку. У п'ятнадцять років вона недовго відвідувала державну школу-інтернат у Банській Бистриці, частіше її навчання проходило вдома, де вона проживала до смерті батька до 1909 р.  Незважаючи на те, що вона зробила кілька спроб піти, їй не вдалося знайти роботу. Три місяці вона була супутницею заможної вдови в Дольному Кубіні, а згодом стала доглядачем колекцій Словацького національного музею в Мартіні, але це також тривало лише короткий час. Будучи в Мартіні, вона познайомилася з Оленою Мароті-Шолтесовою, учасницею словацького жіночого руху, яка заохочувала її бути письменницею. Працювала вихователем дитячого садка (1919-1929) до виходу на пенсію.  Її невеликої пенсії було недостатньо, а гонорари за її написання не зростали, тому вона переїхала до Лученеца в 1945 році, щоб жити у родичів. У 1947 році їй було присвоєно звання «Народна артистка».

## Творчість
Незважаючи на те, що все своє життя вона проживала самотньо, вона мала зустрічалась з багатьма видатними словацькими діячами культури, такими як поет Коломон Баншелл, Ема Голдпергерова (одна із співзасновниць Словацького національного музею) та Ольга Петянова (мати  Штефана Крчмері). Її перші роботи були опубліковані в рукописному журналі «Ratolest» (Sprig), створені спільно з її сестрою Ірен. Сатиричні вірші складали більшість її ранніх творів, але врешті-решт вона звернулася до романів та п'єс. Її праці описують людей та їх думки, а також пропонують деякі критичні коментарі щодо політичних та етнічних питань. Історії, як правило, відбуваються у селі чи містечку в її рідному регіоні, і багато з них ґрунтуються на її власному досвіді. Хоча любов часто є головним мотивом її оповідань, вона ніколи не ставала сентиментальною, що було тенденцією більшості попередніх словацьких проз.

## Англійською мовою
- That Alluring Land : Slovak Stories, translated and edited by Norma L. Rudinsky. University of Pittsburgh Press, (1992) ISBN 0-8229-3709-3